# 金星街道
金星街道，是中华人民共和国江苏省无锡市梁溪区下辖的一个乡镇级行政单位。2021年10月20日，撤销扬名街道、金星街道，设立新的扬名街道。

## 行政区划
金星街道下辖以下地区：
中桥社区、中南社区、中联社区、金城社区、翠园社区、中北社区、朗诗社区、芦东社区、芦西社区和阳光城市花园社区。